# Thil-Manneville
Thil-Manneville je francouzská obec v departementu Seine-Maritime v regionu Normandie. Žije zde 659 obyvatel.

## Poloha obce
Obec leží 8 km od pobřeží Lamanšského průlivu.

### Sousední obce
| Růžice kompasu |         | Ambrumesnil     | Offranville          | Růžice kompasu |
| Růžice kompasu | Gueures | Sever           | Colmesnil-Manneville | Růžice kompasu |
| Růžice kompasu | Gueures | Thil-Manneville | Colmesnil-Manneville | Růžice kompasu |
| Růžice kompasu | Gueures | Jih             | Colmesnil-Manneville | Růžice kompasu |
| Růžice kompasu | Brachy  | Hermanville     | Auppegard            | Růžice kompasu |